# 布里尤德
布里尤德（法語：Brioude，法語：[bʁijud] ⓘ），法国中南部城市，奥弗涅-罗讷-阿尔卑斯大区上卢瓦尔省的一个市镇，同时也是该省的一个副省会，下辖布里尤德区，其市镇面积为13.5平方公里，2022年1月1日时人口数量为6,523人，是该省人口第四多的市镇，在法国城市中排名第1,583位。
布里尤德位于上卢瓦尔省西部，阿列河左岸，是一个区域性的中心城市，圣日耳曼代福塞－尼姆铁路和法国国道N102线由此通过。

## 地名来源

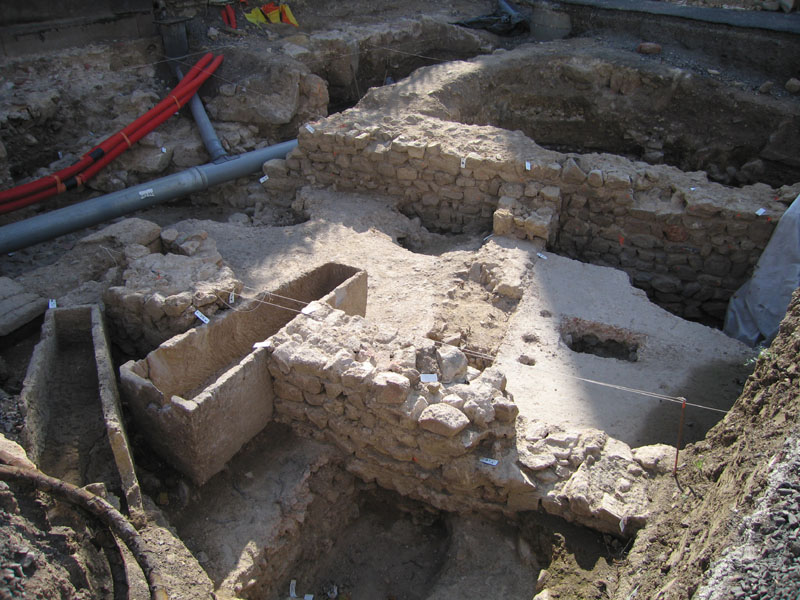
布里尤德的一处考古发掘遗址

“布里尤德”一名来源于高卢语单词“briuati”的奥弗涅方言形式，原意为“桥”，与当地横跨阿列河的桥梁有关。
布里尤德附近圣瑞斯特和旧布里尤德两个市镇亦由此命名。

## 历史
布里尤德的出现与当地的基督教圣人朱利安有关，后者于公元4世纪初被戴克里先杀害。根据都尔的额我略的记载，朱利安的灵柩被普里西里亚诺安置，当地的大教堂亦以其命名。中世纪时期，布里尤德长期为奥弗涅的五个伯国之一。路易九世曾于1254年8月12日旅居于布里尤德。法国大革命后，布里尤德成为上卢瓦尔省的一个市镇和该省的一个地区行署，后成为副省会。工业革命期间，布里尤德成为圣日耳曼代福塞－尼姆铁路上的一个车站。二战后，布里尤德城市略有扩张。
位于布里尤德南郊的旧布里尤德是一个独立的市镇，尽管含有“布里尤德”一名，但其城市与布里尤德本身的历史无直接关联。

## 地理

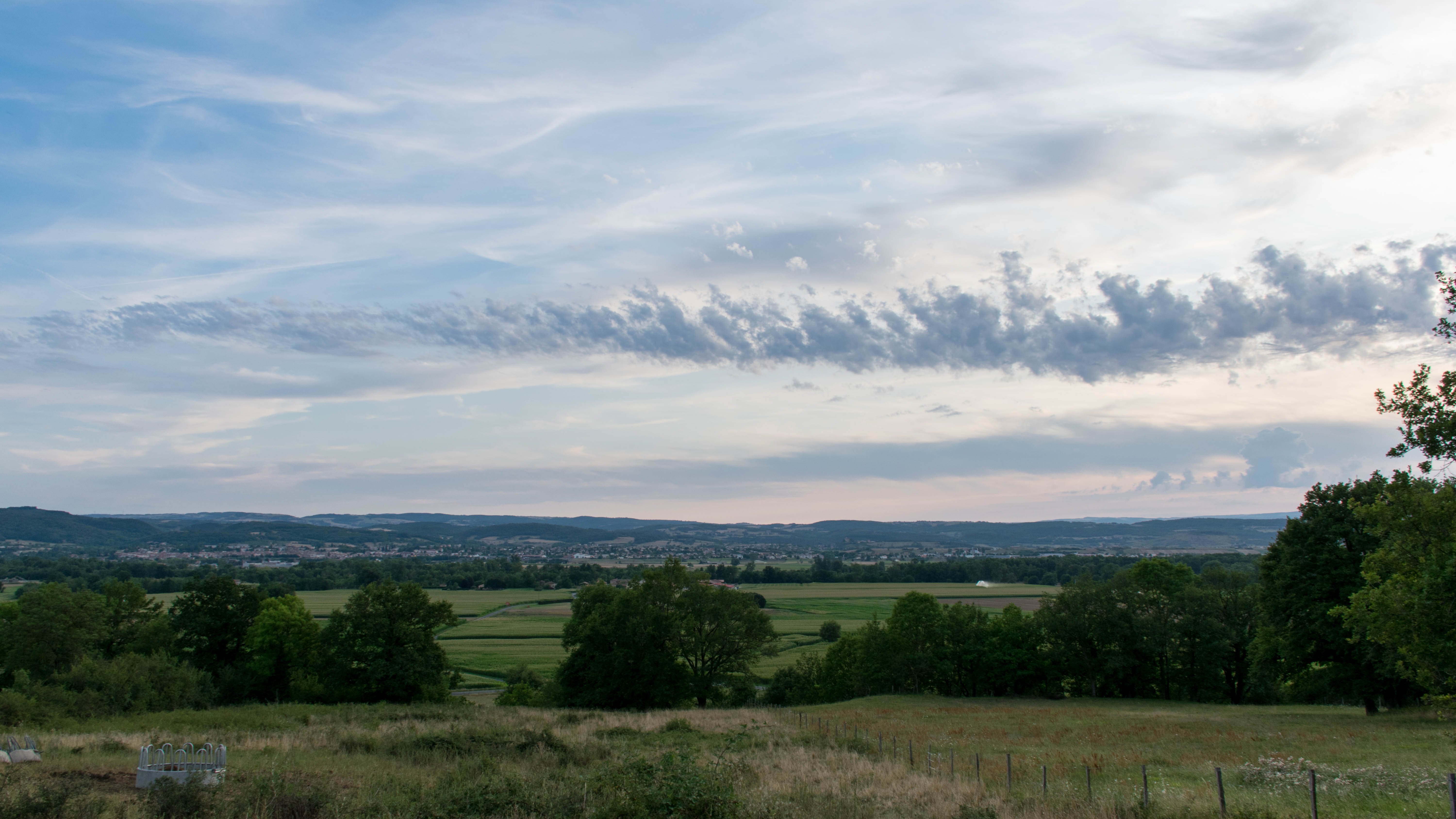
布里尤德附近的田野

布里尤德位于法国中南部，奥弗涅-罗讷-阿尔卑斯大区西南部和上卢瓦尔省西北部，距离省会勒皮大约57公里。与布里尤德接壤的市镇包括：博蒙、科阿德、丰塔讷、拉莫特、波亚克、圣洛朗沙布勒日、旧布里尤德。

### 地形
布里尤德位于利马涅平原最南端，其附近区域被称为布里瓦杜瓦地区，境内以平原为主，市中心位于一处河流沉积平原上，西南侧边缘为丘陵，全境海拔在414到622米之间。

### 水文
阿列河干流自南向北流经市区东部，该河是卢瓦尔河最大的支流。另有库尔古溪（ruisseau de Courgoux）流经境内。

### 植被
布里尤德属于温带落叶林区，游览公园（Parc de la Visitation）是当地主要的城市绿地等，均常年免费向公众开放。

### 气候
布里尤德在柯本气候分类法中属于温带海洋性气候，但因其地形相对闭塞，加之海拔相对较高，故又有一定的山地特征。
布里尤德境内设有气象站，以下为该气象站的数据（其中日照数据取自伊苏瓦尔）：
| 布里尤德1981年－2019年 | 布里尤德1981年－2019年 | 布里尤德1981年－2019年 | 布里尤德1981年－2019年 | 布里尤德1981年－2019年 | 布里尤德1981年－2019年 | 布里尤德1981年－2019年 | 布里尤德1981年－2019年 | 布里尤德1981年－2019年 | 布里尤德1981年－2019年 | 布里尤德1981年－2019年 | 布里尤德1981年－2019年 | 布里尤德1981年－2019年 | 布里尤德1981年－2019年 |
| 月份                   | 1月                    | 2月                    | 3月                    | 4月                    | 5月                    | 6月                    | 7月                    | 8月                    | 9月                    | 10月                   | 11月                   | 12月                   | 全年                   |
| ---------------------- | ---------------------- | ---------------------- | ---------------------- | ---------------------- | ---------------------- | ---------------------- | ---------------------- | ---------------------- | ---------------------- | ---------------------- | ---------------------- | ---------------------- | ---------------------- |
| 历史最高温 °C（°F）    | 17 (63)                | 25 (77)                | 27.3 (81.1)            | 30 (86)                | 34 (93)                | 38 (100)               | 40.3 (104.5)           | 40 (104)               | 36.6 (97.9)            | 29.9 (85.8)            | 26 (79)                | 19.2 (66.6)            | 40.3 (104.5)           |
| 平均高温 °C（°F）      | 7.2 (45.0)             | 9.1 (48.4)             | 12.4 (54.3)            | 15.2 (59.4)            | 19.4 (66.9)            | 23.5 (74.3)            | 28.2 (82.8)            | 26.8 (80.2)            | 23.8 (74.8)            | 18.3 (64.9)            | 11.5 (52.7)            | 8.2 (46.8)             | 17 (63)                |
| 日均气温 °C（°F）      | 2.7 (36.9)             | 3.9 (39.0)             | 6.6 (43.9)             | 9 (48)                 | 12.9 (55.2)            | 16.6 (61.9)            | 20.2 (68.4)            | 19 (66)                | 16.4 (61.5)            | 12.1 (53.8)            | 6.6 (43.9)             | 3.9 (39.0)             | 10.8 (51.4)            |
| 平均低温 °C（°F）      | −1.8 (28.8)            | −1.3 (29.7)            | 0.9 (33.6)             | 2.8 (37.0)             | 6.5 (43.7)             | 9.8 (49.6)             | 12.1 (53.8)            | 11.2 (52.2)            | 9.1 (48.4)             | 6 (43)                 | 1.7 (35.1)             | −0.4 (31.3)            | 4.7 (40.5)             |
| 历史最低温 °C（°F）    | −24 (−11)              | −20 (−4)               | −13.5 (7.7)            | −6 (21)                | −5 (23)                | 0 (32)                 | 2.4 (36.3)             | 1 (34)                 | −2.5 (27.5)            | −5 (23)                | −9.5 (14.9)            | −18 (0)                | −24 (−11)              |
| 平均降水量 mm（）      | 30.8 (1.21)            | 26.2 (1.03)            | 30.6 (1.20)            | 57.6 (2.27)            | 80.3 (3.16)            | 67.2 (2.65)            | 54.9 (2.16)            | 58.3 (2.30)            | 69 (2.7)               | 64.3 (2.53)            | 46.8 (1.84)            | 36.5 (1.44)            | 622.5 (24.51)          |
| 月均日照時數           | 86.9                   | 105.9                  | 156.4                  | 167.5                  | 201.5                  | 251.1                  | 258.8                  | 220.2                  | 173.7                  | 129.6                  | 77.7                   | 67.7                   | 1,897                  |
| 来源：infoclimat.fr    |                        |                        |                        |                        |                        |                        |                        |                        |                        |                        |                        |                        |                        |

## 行政区划
布里尤德是法国奥弗涅-罗讷-阿尔卑斯大区上卢瓦尔省的一个市镇，编号为43040，它也是上卢瓦尔省的一个副省会。布里尤德下辖布里尤德区，管理布里尤德县，同时也是布里尤德南奥弗涅市镇公共社区的办公驻地。
法国国家统计与经济研究所（简称）在进行数据统计时，将布里尤德及相邻的波亚克设为布里尤德城市核心区，并将包括核心区在内的周边共16个市镇划为布里尤德城市区。同时，还将布里尤德市镇分为了2个“块区”（IRIS）：北区和南区，以便于统计人口分布情况。

## 交通

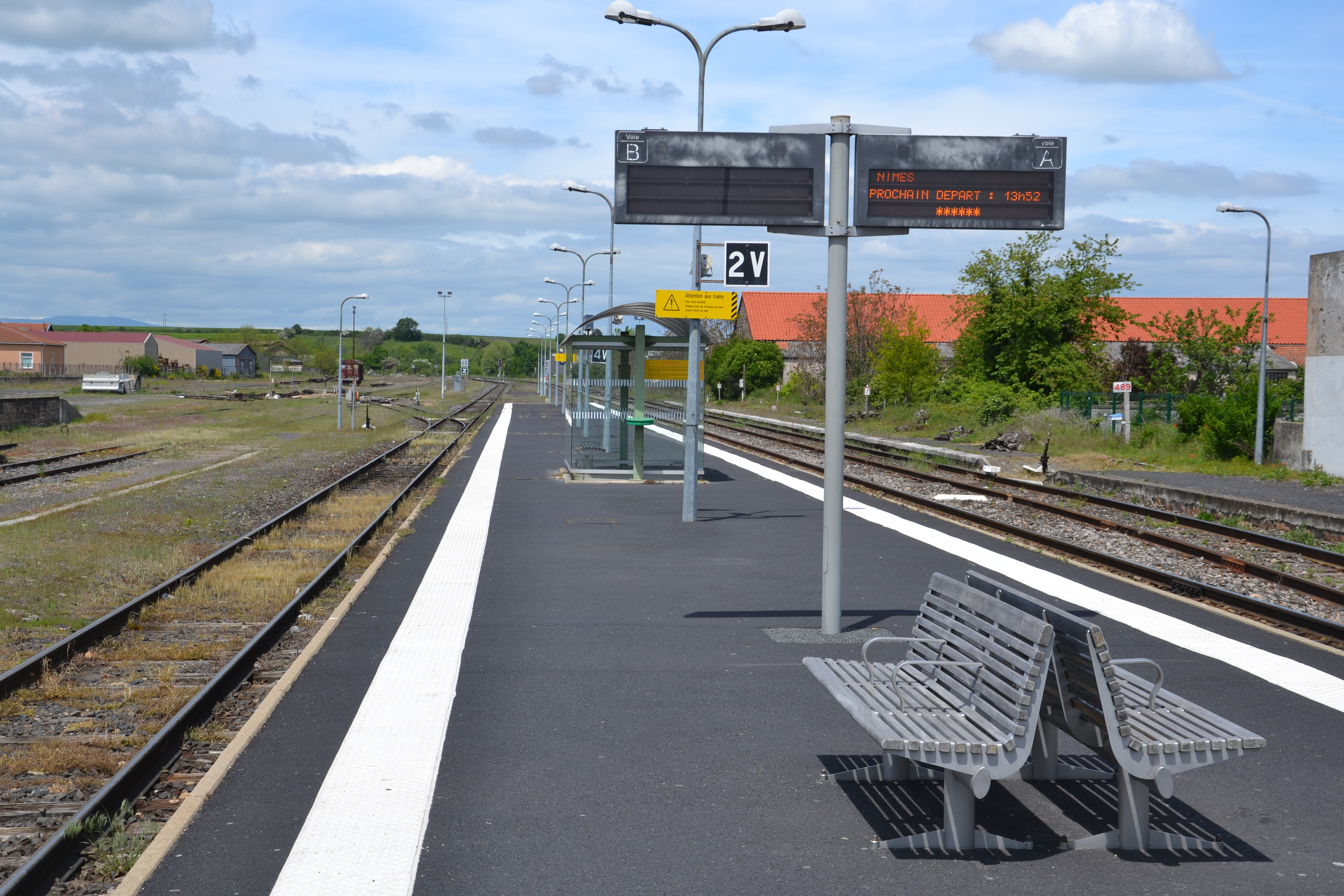
布里尤德火车站站台

### 公路
法国国道N102线和多条上卢瓦尔省省道在布里尤德境内交汇，奥弗涅-罗讷-阿尔卑斯大区下属的城际客运提供巴士线路，可前往周边部分市镇。
2017年，59.8%的布里尤德家庭拥有至少一辆的私人汽车。2016年，布里尤德境内共发生各类交通事故2起，造成2人受伤。

### 铁路
布里尤德位于圣日耳曼代福塞－尼姆铁路上。布里尤德站位于市区北部，停靠往返于克莱蒙费朗—尼姆和克莱蒙费朗—勒皮两条线路的区域列车。

### 航空
距离布里尤德最近的民用航空站为勒皮-卢德机场，距离布里尤德市中心的公路里程约46公里。

### 城市公共交通
布里尤德暂无城市公共交通系统。

## 政治
布里尤德的现任市长为让-吕克·瓦谢拉尔先生（Jean-Luc Vachelard），他是一名右翼无党派人士，在2020年的市政选举中获得了55.04%的支持率。
在2017年的法国总统大选中，法国第25任总统埃马纽埃尔·马克龙在布里尤德获得了73.75%的支持率。
| 布里尤德历届市长 |                    |                      |
| 任期             | 市长               | 党派                 |
| 1944年－1947年   | 让·普拉丹          | SFIO工人国际法国支部 |
| 1947年－1964年   | 保罗·尚布利亚尔    | DVD右翼无党派人士    |
| 1964年－1971年   | 约瑟夫·雅朗克      | 不详                 |
| 1971年－1983年   | 路易·埃罗          | PS社会党             |
| 1983年－1989年   | 让-保罗·尚布利亚尔 | UDF法国民主联盟      |
| 1989年－1995年   | 皮埃尔·尚邦        | PS社会党             |
| 1995年－2020年   | 让-雅克·福谢       | DVD右翼无党派人士    |
| 2020年－         | 让-吕克·瓦舍拉尔   | DVD右翼无党派人士    |

## 人口
2017年，布里尤德市镇人口数量为6,721，在法国排名第1,583位。其中男性3,069人，女性3,652人，75岁及以上人口占14.8%，外籍人口数量为1,473人，人口密度为497人/平方公里，当地居民被称为（男性）或（女性）。2018年，布里尤德境内出生46人，死亡人口105人。
| 年份   | 1936  | 1946  | 1954  | 1962  | 1968  | 1975  | 1982  | 1990  | 1999  | 2005  | 2010  | 2015  | 2017  |
| ------ | ----- | ----- | ----- | ----- | ----- | ----- | ----- | ----- | ----- | ----- | ----- | ----- | ----- |
| 人口數 | 5,039 | 5,623 | 5,687 | 6,184 | 7,195 | 7,773 | 7,483 | 7,285 | 6,820 | 6,695 | 6,664 | 6,743 | 6,721 |

## 经济
布里尤德是一个区域性的中心城市，当地共有各类用人单位1,176家，平均历史为19年，其中98.63%为中小型企业（PME）。斯诺普-迪努瓦财政（Financière Snop-Dunois - FSD，企业规划）、蒂梅尔（Tinel，肉制品）及布里尤德表象处理（Brivadoise de traitement de surfaces - BTS，金属加工）是当地2019年营业额最高的三个企业，分别为45,647,903欧元、4,820,098欧元和4,297,112欧元。

## 财政收入
2018年，布里尤德的财政收入总额为7,807,160欧元，财政支出总额为6,278,040欧元，当年的债务总额为14,691,100欧元。
2015年，布里尤德的人均收入总额为2,344欧元，其中高职人员为3,631欧元，普通职员为1,733欧元。
2017年，布里尤德境内的青壮年（15至64岁）失业率为17.7%，当地43%的家庭拥有纳税资格。

## 社会事务

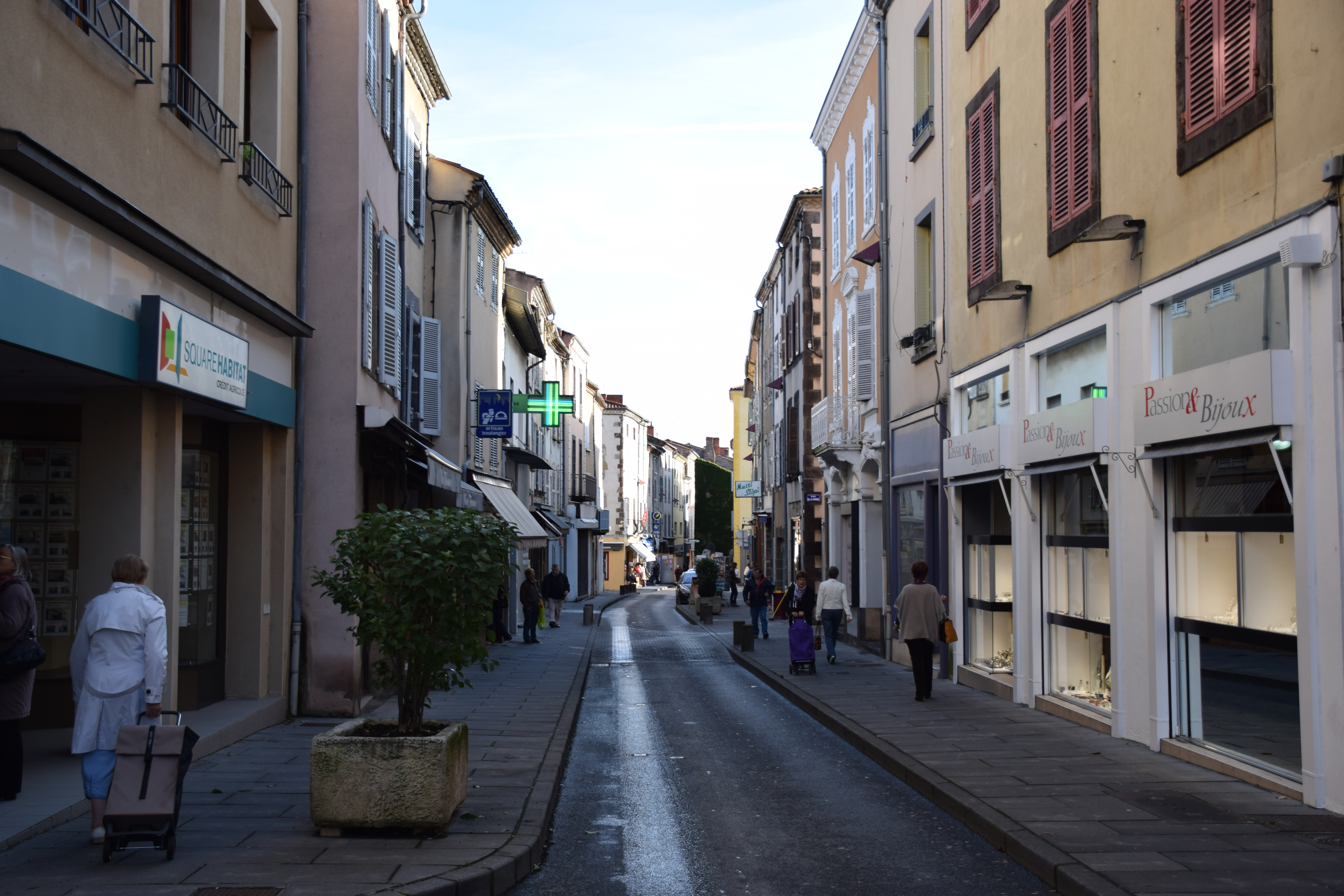
位于布里尤德市中心的朱尔·迈涅街

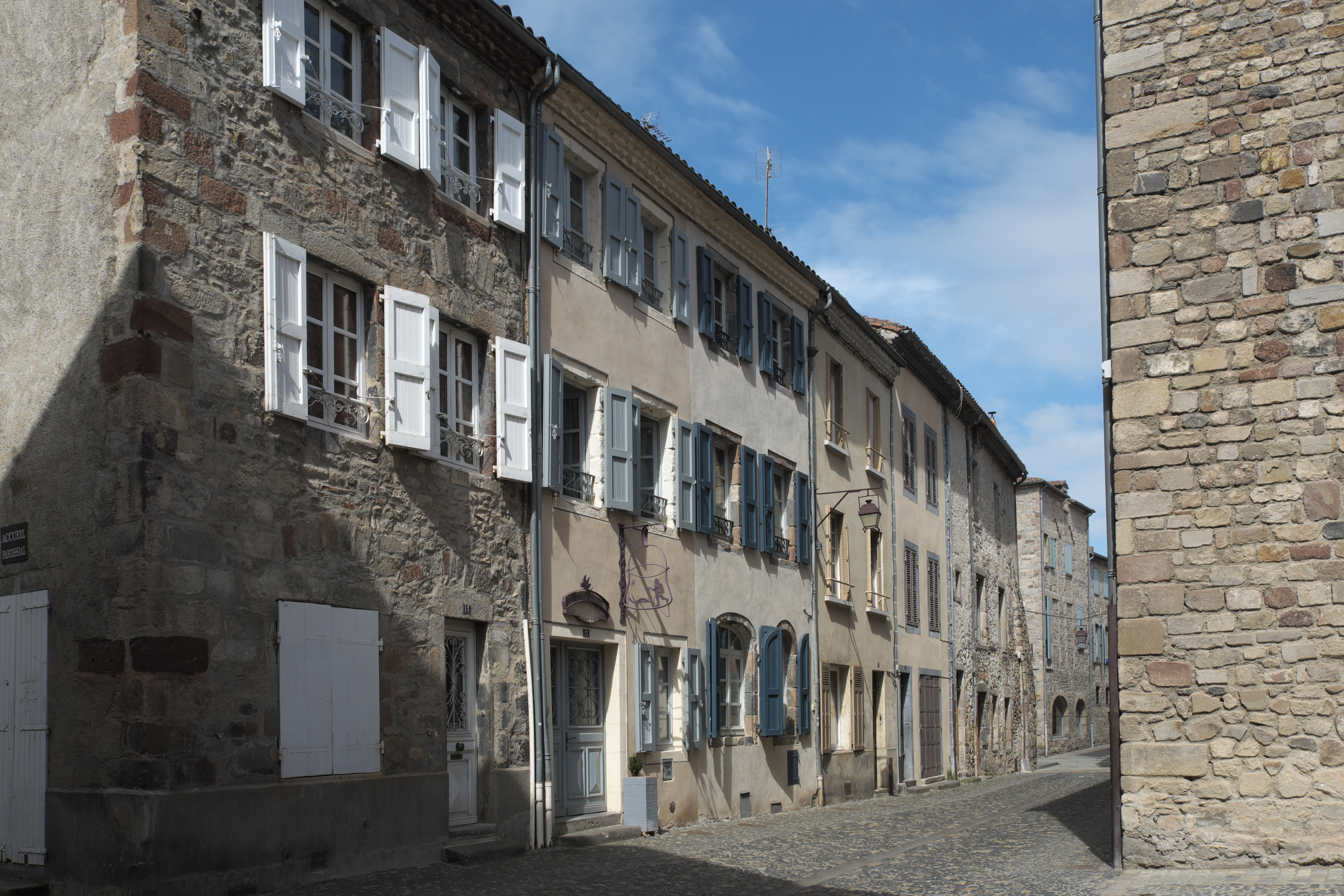
老城建筑

### 教育
布里尤德属于克莱蒙费朗学区。截止2019年1月1日，布里尤德境内共有3所小学、2所初级中学和2所普通高中。2018至2019学年度，布里尤德境内共有在校中等教育阶段学生1,341名。

### 医疗
截止2019年1月1日，布里尤德境内共有全科医生12名、保健师12名、牙医15名、护士21名、耳科医生1名、眼科医生1名、皮肤科医生0名、助产士2名、儿科医生0名和妇科医生1名。境内共有药房5家和养老院2家。
布里尤德中心医院（Centre Hospitalier de Brioude）是法国的一个区域性医疗机构，其主病区位于布里尤德市区，设有床位174个，是当地规模最大的公立综合性医院。

### 住房
2017年，布里尤德境内共有各类住房4,444套，其中58.1%为独立式居民区，41.4%为集中式居民区。常住房屋占布里尤德市镇范围内居民建筑总量的90.1%。

### 商业
2018年，布里尤德境内共有各类实体商铺244家，其中餐厅31家、大型超市3家、杂货店4家、面包房9家、肉铺3家、书店7家、装饰品店2家、银行门店10家、美容美发店17家、汽车维修店18家。市区北部建有大型开放式商业街区。

### 体育
2019年，布里尤德境内共有1家游泳池、2间体育馆、1座综合体育场、5处网球场、2处足球或橄榄球场以及1处篮球或排球场。
布里尤德地区体育俱乐部是当地的一支橄榄球队，成立于1933年，2020至2021赛季参加区域性的橄榄球联赛。
布里尤德市镇范围内共有两支注册足球队：布里尤德体育联盟（US Brioude）和布里尤德地区葡萄牙人联盟（Association Portugaise du Brivadois），2020至2021赛季均参加上卢瓦尔省足球联赛。

### 环境
布里尤德的环境事务由其所属的公共社区负责。2018年，布里尤德境内共有3家污染企业。

### 治安
2018年，布里尤德市镇范围内有1处宪兵队。
2014年，布里尤德及附近地区共发生各类案件1,259起，其中盗窃类案件670起，经济类案件173起，毒品交易类案件150起。

## 文化
2019年，布里尤德境内有1家电影院。布里尤德市政府提供多媒体中心，向公众全年开放。

### 建筑
布里尤德境内有多处法国国家文物保护单位，其中布里尤德圣朱利安大教堂（Basilique Saint-Julien de Brioude）、教堂等为当地的代表性建筑物。

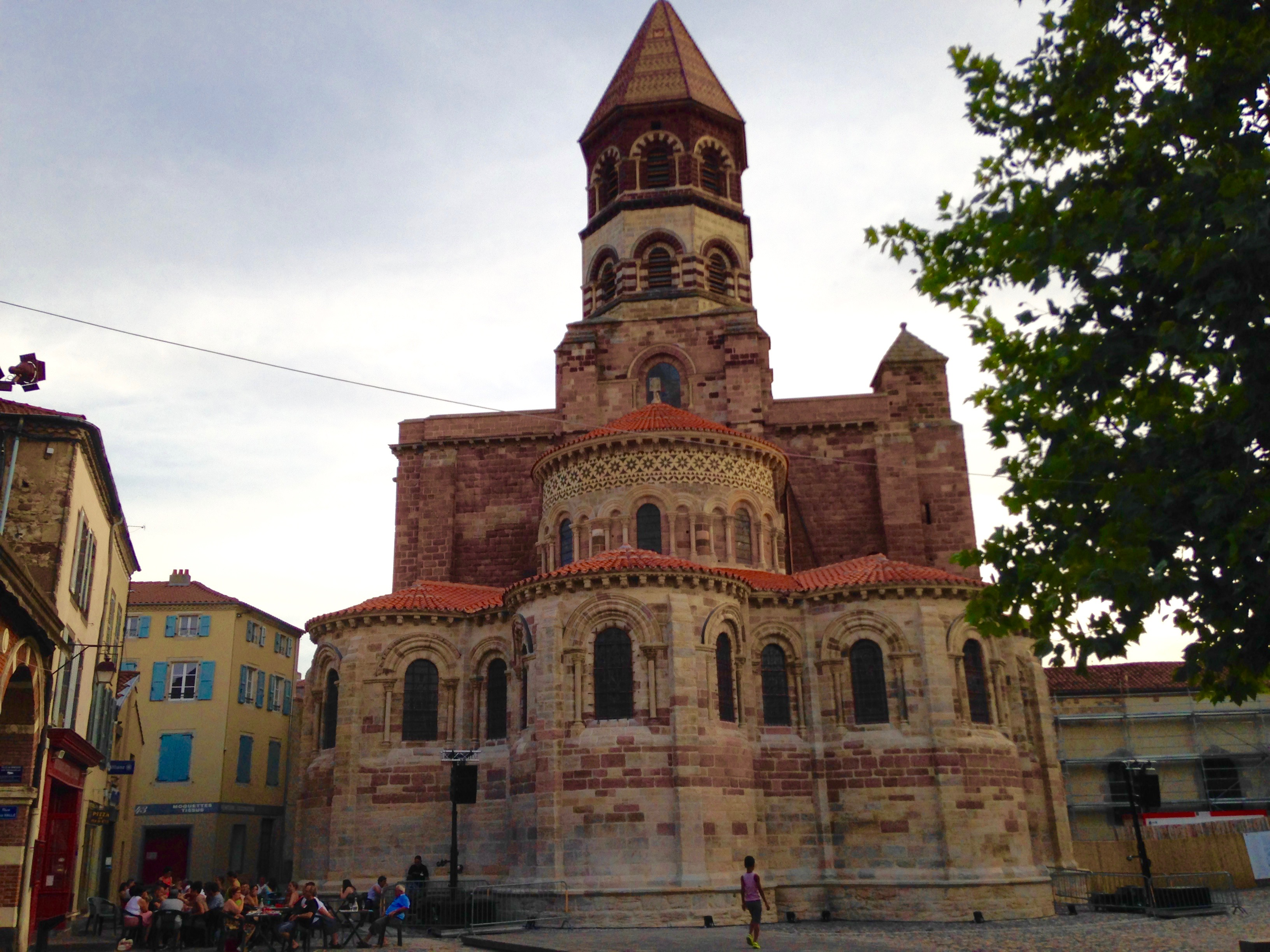
圣朱利安大教堂
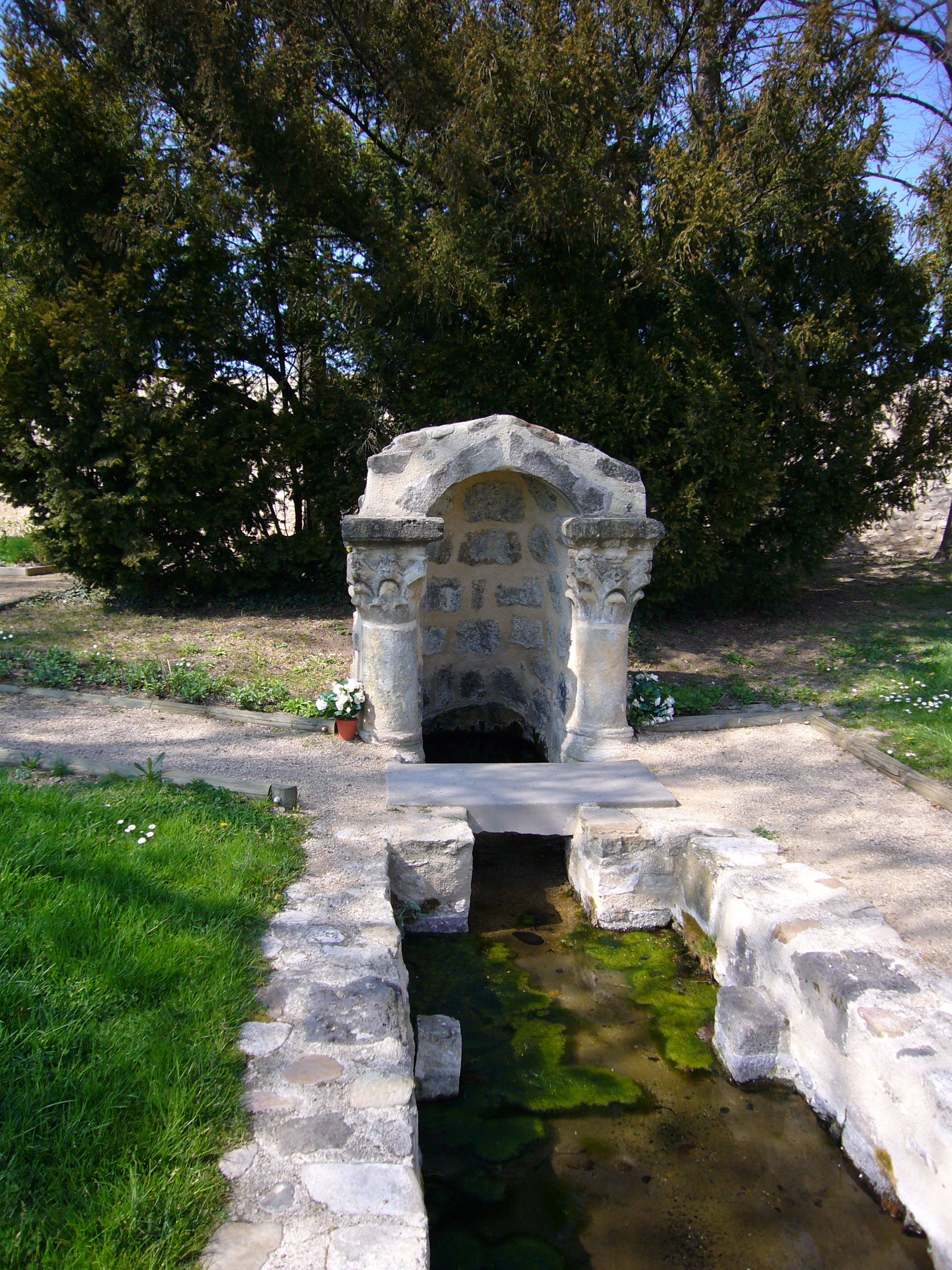
圣朱利安喷泉
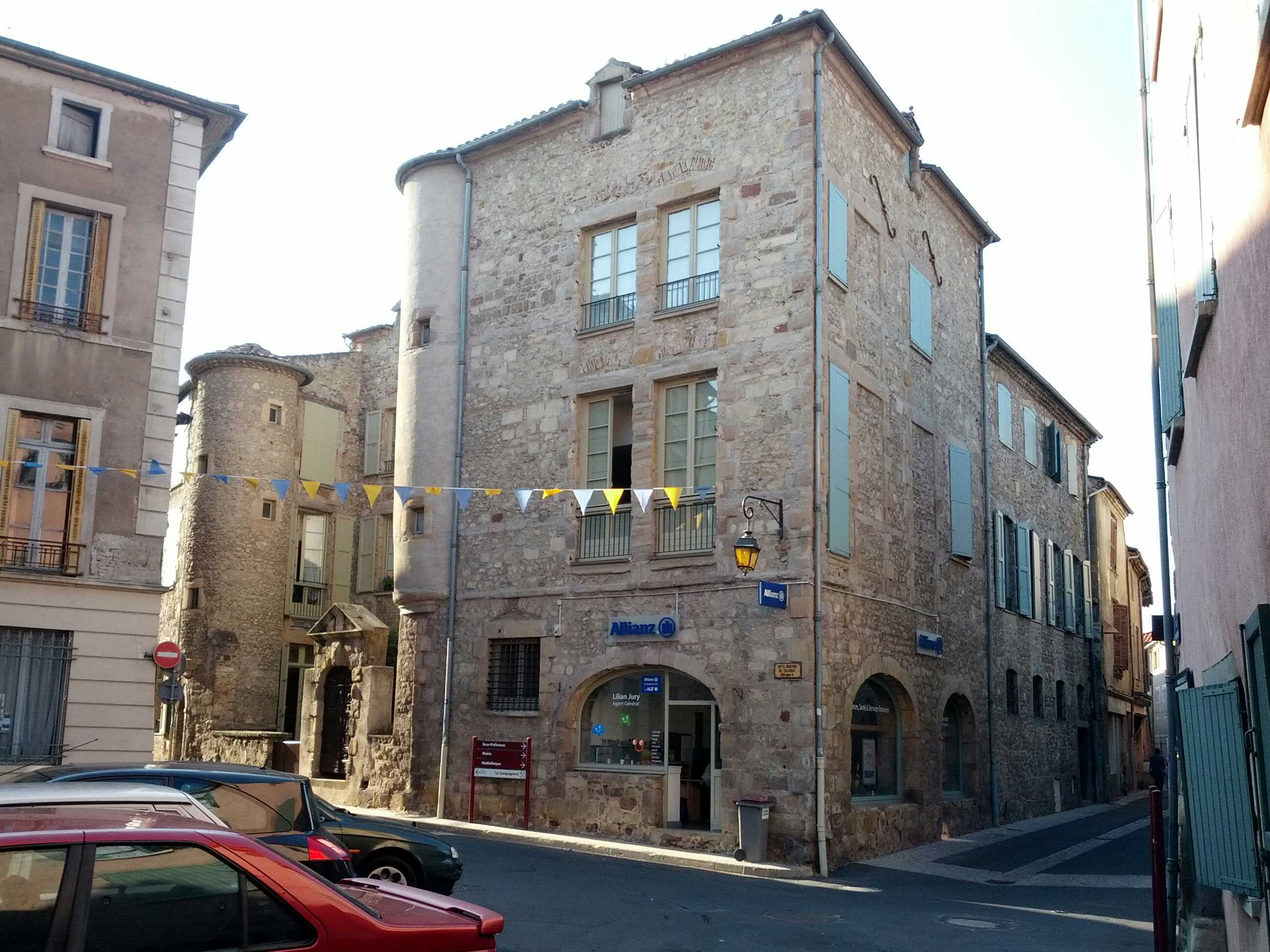
塔莱拉大楼
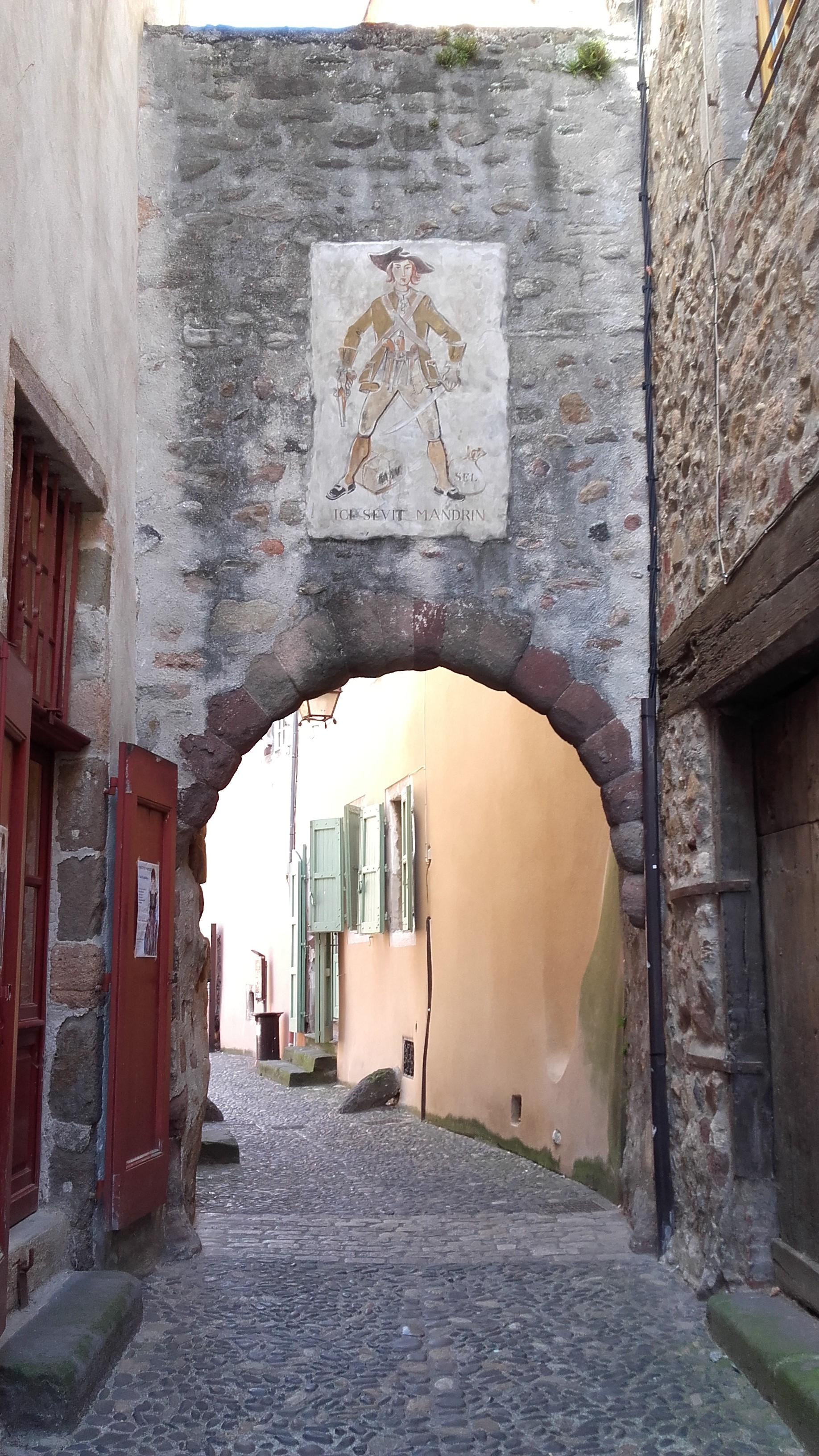
旧城门
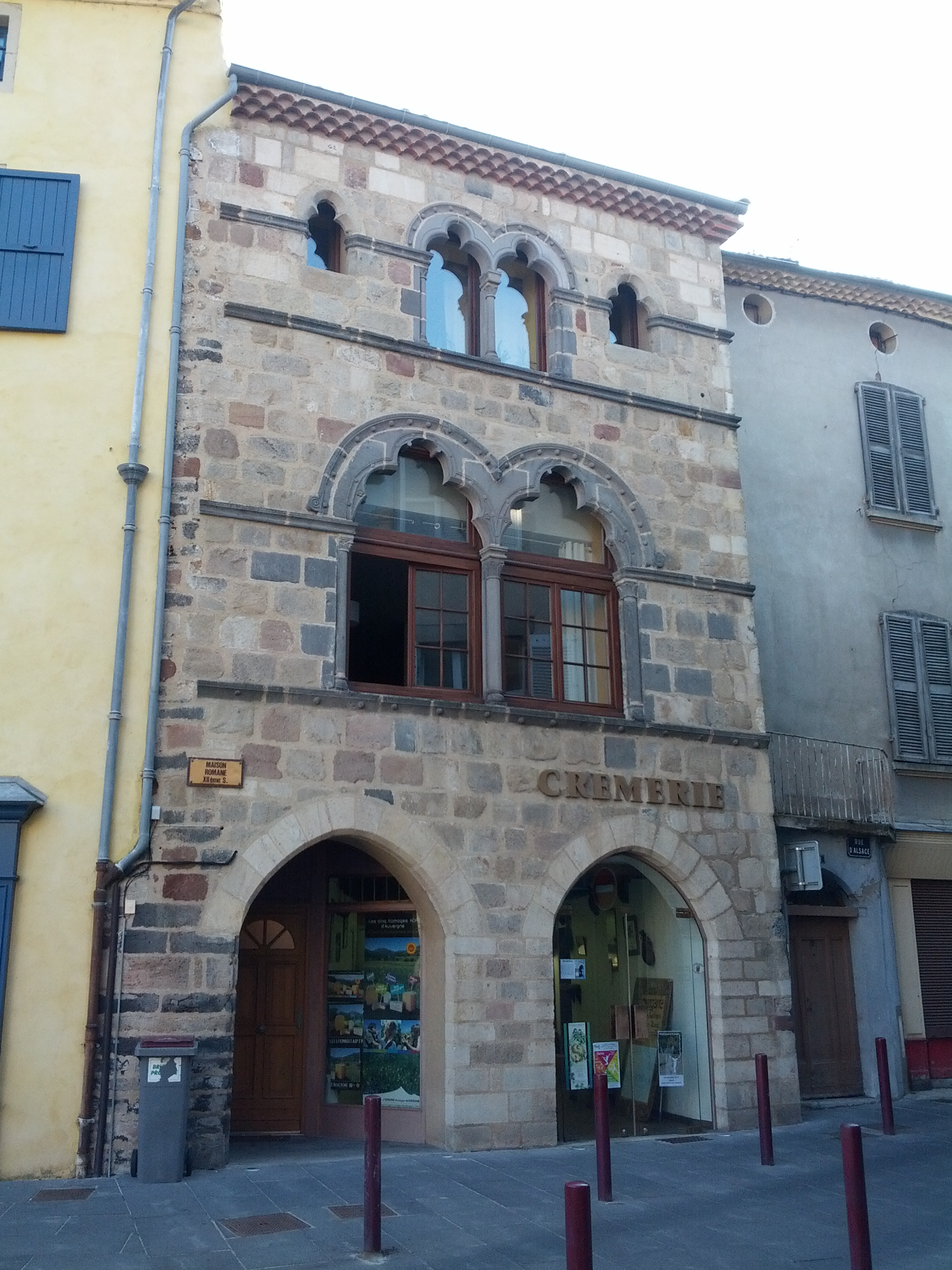
民居
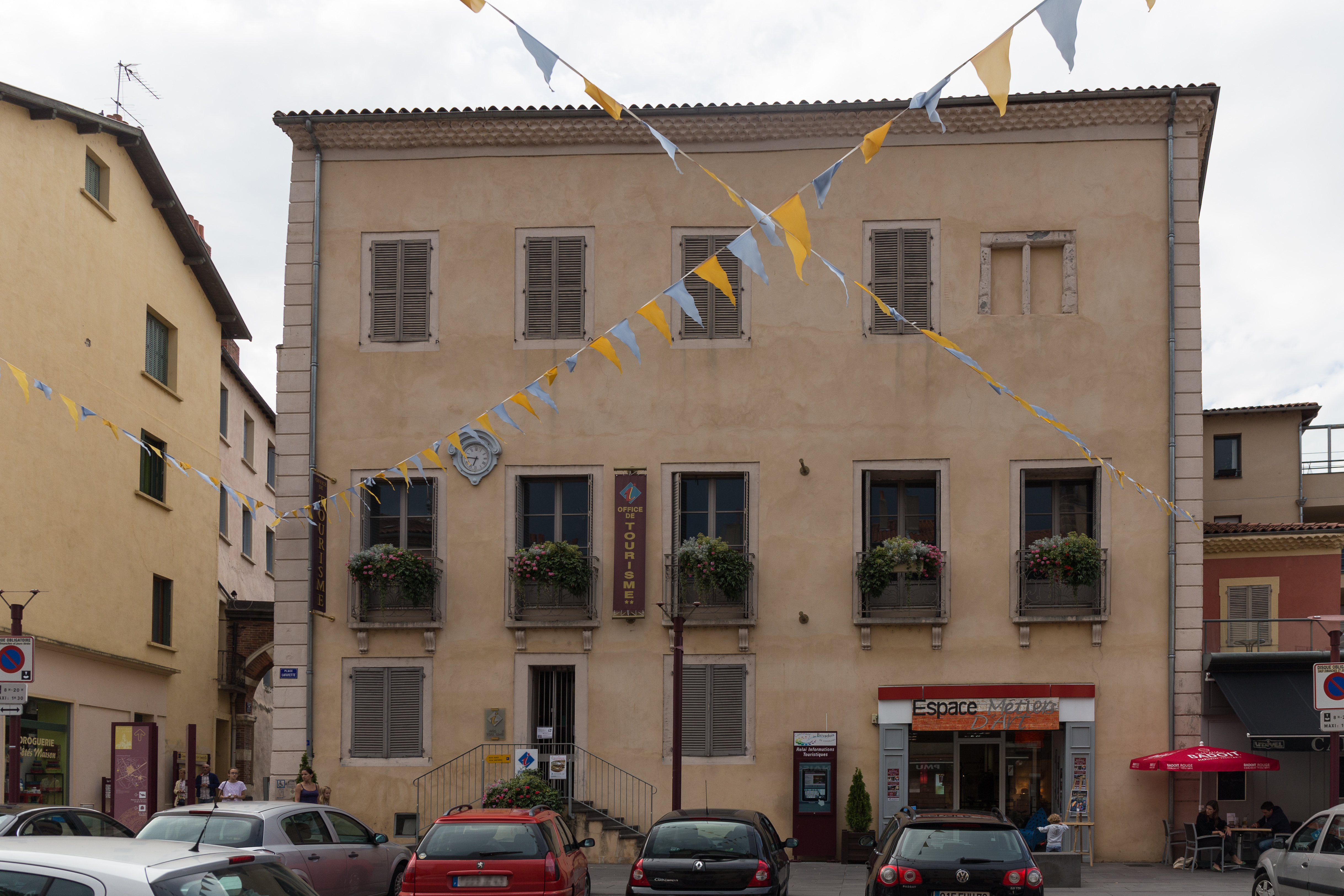
主教楼

### 旅游
布里尤德的旅游事务由其所属的公共社区负责。2020年，布里尤德境内共有4家宾馆共计41间房间；另有1个露营地，可容纳共73辆露营车。

### 媒体
法国主要的媒体均可在布里尤德接收，法国电视三台下属的奥弗涅-罗讷-阿尔卑斯大区频道在部分时段播出布里尤德所属区域的地方新闻。

## 相关人物
法国历史文学家安托万·格勒尼耶和地质学家皮埃尔·约瑟夫·艾梅·皮西斯出生于布里尤德。

## 友好城市
截至2020年12月，布里尤德共与四座城市互为友好城市关系：
- 德国 劳芬
- 英格兰 卡迪根
- 義大利 苏扎拉
- 葡萄牙 莫雷拉